# Сігеєв Кирило Романович
Кирило Романович Сігеєв (нар. 16 травня 2004, Горлівка, Донецька область, Україна) — український футболіст, центральний півзахисник донецького «Шахтаря». Виступав за молодіжну збірну України.

## Клубна кар'єра
Народився в Горлівці, Донецька область. Вихованець академії «Шахтаря». Навесні 2021 року переведений до юнацької команди «гірників». 14 вересня 2021 року потрапив до заявки «Шахтаря» на Юнацьку лігу УЄФА. У вище вказаному турнірі дебютував 15 вересня 2021 року в переможному (5:0) виїзному поєдинку 1-го туру групового етапу проти однолітків з «Шерифа». Кирило вийшов на поле в стартовому складі та відіграв увесь матч, а на 56-й хвилині відзначився голом у воротах тираспольського клубу. Загалом у сезоні 2021/22 років провів 6 поєдинків у Юнацькій лізі УЄФА, в яких відзначився 2-ма голами. Через повномасштабне вторгнення Росії на територію України більшість легіонерів «гірників» залишили розташування клубу, тому тренерський штаб змушений був звернути увагу на гравців юнацької команди. За першу команду «Шахтаря» дебютував 19 квітня 2022 року в програному (0:1) виїзному поєдинку проти «Фенербахче». Сігеєв вийшов на поле на 63-й хвилині, замінивши Андрія Борячука. Проте закріпитися в першій команді юному півзахиснику так і не вдалося. У першій частині сезону 2022/23 років знову захищав кольори юнацької команди «гірників». Грав також у Юнацькій лізі УЄФА, де провів 6 поєдинків на груповому етапі та відщначився 1-м голом.
На початку березня 2023 року разом з Романом Савченком відправився в оренду до «Олександрії», яка розрахована до 30 червня 2024 року. У футболці «городян» дебютував 4 березня 2023 року в нічийному (2:2) домашньому поєдинку 16-го туру Прем'єр-ліги України проти дніпровського «Дніпра-1». Кирило вийшов на поле на 82-й хвилині, замінивши Сергія Рибалку.

## Кар'єра в збірній
21 листопада 2022 року отримав свій перший виклик до молодіжної збірної України, у футболці якої дебютував того ж дня в нічийному (1:1) виїзному товариському матчі проти молодіжної збірної Грузії. Сігеєв вийшов на поле в стартовому складі, а на 66-й хвилині його замінив Максим Кучерявий.
У середині березня 2023 року викликаний до табору юнацької збірної України. У футболці команди U-19 дебютував 22 березня 2023 року програному (1:2) поєдинку 1-го туру еліт-раунду кваліфікації до юнацького чемпіонату Європи проти Ліхтенштейну.